# Actinokentia
Actinokentia – rodzaj roślin z rodziny arekowatych (Arecaceae). Obejmuje dwa gatunki występujące na Nowej Kaledonii.

## Systematyka
Pozycja systematyczna według Angiosperm Phylogeny Website (aktualizowany system APG III z 2009)
Należy do rodziny arekowatych (Arecaceae), rzędu arekowce (Arecales), kladu jednoliścienne (monocots) w obrębie kladu okrytonasiennych.
W obrębie arekowatych należy do podrodziny Arecoideae, plemienia Areceae.
Wykaz gatunków
- Actinokentia divaricata (Brongn.) Dammer
- Actinokentia huerlimannii H.E.Moore